# 理查德·丹纳特
丹纳特男爵弗朗西斯·理查德·丹纳特将军，GCB CBE MC DL（1950年12月23日—），是一名退役的英国陆军高级军官和上议院议员。 他在2006年至2009年任总参谋长（陆军总司令）。

## 經歷
1971年，他被分配到格林霍華德團。
1989年，他擔任第一營營長。
1994年，他擔任第4裝甲旅旅長。
1999年1月，他擔任第三師師長。 在科索沃衝突期間也是當地英國軍隊的指揮官。
2000年，他擔任穩定部隊副司令員。
2001年，他擔任陸軍副參謀長。他在後來也成為北約聯合應急響應司令部的指揮官。
2005年3月，他成為陸軍地面作戰部隊總司令。
2006年8月，他成為陸軍參謀長。
2009年8月，他以陸軍參謀長的身份退休。在從總參謀長的職位退休後，他擔任了倫敦塔軍事總司令的榮譽職務。